# Anomala compacta
Anomala compacta är en skalbaggsart som beskrevs av Thomas Casey 1915. Anomala compacta ingår i släktet Anomala och familjen Rutelidae. Inga underarter finns listade i Catalogue of Life.